# Corpili
Corpilii erau un trib tracic care locuia la est de Munții Rodopi și pe cursul inferior al Râului Marița (Hebrus), fiind menționat de numeroase izvoare antice (Strabon, Appianus' Herodianus, Solinus).